# Анжела Лихтенштейнская
Анжела Лихтенштейнская, графиня Ритберг, урождённая Анхела Хисела Браун (исп. Angela Gisela Brown; род. 3 февраля 1958, Бокас-дель-Торо, Панама) — Панамо-американский модельер. Супруга Максимилиана Лихтенштейнского.

## Биография
Анжела Гизела Браун родилась 3 февраля 1958 года в городе Бокас-дель-Торо, в Панаме, в семье бизнесмена Хавьера Франциско Брауна и домохозяйки Сильвии Берк. Через пять лет после рождения Анжелы, семья переехала в Нью-Йорк.
После окончания средней школы Анжела изучала моду в Школе дизайна Парсонс, где она получила премию Oscar de la Renta Gold Thimble Award и окончила её в 1980 году. После окончания учёбы, она работала стилистом в течение трёх лет. Затем она создала свой собственный модный лейбл под названием «A. Brown». Она стала креативным директором модного бренда Adrienne Vittadini, американского дома моды с флагманским магазином в Беверли-Хиллз. Там она проработала до сентября 1999 года.
После замужества принцесса Анджела принимает участие, иногда вместе с сыном, в торжественных мероприятиях княжества.  В 2006 году Анджела и её муж присутствовали на свадьбе графини Элизабет д'Удекем д'Акос и маркграфа Альфонсо Паллавичини. В 2015 году принцесса Анжела дала интервью о туризме в Панаме.
Пара владеет недвижимостью в Пуэрто-Эскондидо, где семья обычно проводит часть рождественских каникул.

## Личная жизнь
Анжела познакомилась с принцем Максимилианом Лихтенштейнским, на частной вечеринке в Нью-Йорке, в 1997 году. В 1999 году Информационное бюро Лихтенштейна объявило о предстоящей свадьбе Максимилиана и Анжелы. Ангела вышла замуж за принца Максимилиана, 21 января 2000 года в Вадуце. Религиозная церемония прошла 29 января 2000 года в 11:00 утра в церкви Святого Винсента Феррера в Нью-Йорке. Yа ней было платье, которое она сама сшила.
Анжела стала первой чернокожой принцессой в Европе. Жених получил предварительное согласие и поддержку отца, который также присутствовал на свадьбе. Некоторые члены княжеского дома, были шокированы и считали межрасовый брак и тот факт что Анжела старше мужа на 11 лет. У пары есть один сын:
- принц Альфонс Константин Мария Лихтенштейнский (род. 18 мая 2001)

До свадьбы принца Гарри и Меган Маркл, она была единственной чернокожой принцессой.